# 김열 (배우)
김열(1989년 1월 26일 ~ )은 대한민국의 배우, 모델이다.

## 출연작

### 영화
- 2010년 《용서는 없다》 - 강혜원 역
- 2013년 《사랑은 가위바위보》 - 직장 청순녀 역
- 2015년 《워킹걸》

### 드라마
- 2011년 SBS 《신기생뎐》- 백수정 역
- 2012년 TV조선 《지운수대통》
- 2012년 SBS 《드라마의 제왕》- 배우 역
- 2014년 KBS 《고양이는 있다》- 서현주 역
- 2014년 OCN 《리셋》
- 2014년 KBS 《왕의 얼굴》 - 갑이 역
- 2015년 OCN 《실종느와르 M》 - 고동주 역